# Kilodegree Extremely Little Telescope
Le Kilodegree Extremely Little Telescope (ou KELT) est un dispositif astronomique d'observation. Il se compose de deux télescopes robotisés qui peuvent détecter des exoplanètes par la méthode des transits. Le projet est porté par le département d'astronomie de l'Université d'État de l'Ohio, le département de physique et d'astronomie de l'Université Vanderbilt, le département de physique de l'Université Lehigh et l'Observatoire astronomique sud-africain.

## Télescope KELT
KELT se compose de deux télescopes, KELT-Nord dans l'Arizona aux États-Unis, et KELT-Sud en Afrique du Sud à l'Observatoire astronomique sud-africain.
Ils sont constitués d'un téléobjectif de 4,2 cm d'ouverture à large champ (26 degrés par 26 degrés), monté en face d'une caméra CCD 4k x 4k de marque Apogee. KELT-Nord utilise une caméra Apogee AP16E, tandis que KELT Sud utilise une Apogee U16M.

### KELT-Nord
KELT-Nord est situé à l'observatoire Winer dans le sud de l'Arizona, à environ une heure de route de Tucson. Il y a été installé en 2005 et a fonctionné en continu depuis, en dehors des opérations de maintenance ou de mauvaises conditions météorologiques.

### KELT-Sud
KELT-Sud, installé en 2009, est situé à l'observatoire astronomique sud-africain, à environ 370 kilomètres au nord du Cap.

## Objectifs et fonctionnement
KELT se consacre à la découverte de transits d'exoplanètes orbitant autour d'étoiles ayant des magnitudes de 8 à 10. 
Les télescopes observent chaque nuit des zones prédéfinies avec des expositions de 150 secondes.

## Exoplanètes découvertes
À fin 2024, KELT a découvert 25 exoplanètes et une naine brune (KELT-1b) dont la liste figure ci-dessous (naine brune à la fin) :

Naine brune
KELT a également été utilisé conjointement avec SuperWASP pour découvrir le probable compagnon de l'étoile PDS 110 qui présenterait des anneaux (voir PDS 110 b).